# Henri Rochefort (médecin)
Pour les articles homonymes, voir Rochefort et Henri Rochefort.
Henri Rochefort est un médecin biochimiste français, né le 20 novembre 1935 à Paris, ayant étudié l'influence de diverses hormones et de leurs antagonistes sur les cancers du sein et de l’ovaire. Il est membre correspondant de l'Académie des sciences.

## Biographie

### Formation
Il naît le 20 novembre 1935 à Paris, de Fernande Bernhart, décoratrice et de Marcel Rochefort, photographe. 
Après des études secondaires à Paris (lycée Carnot) où il devient lauréat du concours général des lycées en Sciences naturelles, il suit une formation universitaire avec un doctorat en médecine, en 1968, une licence ès sciences en 1965, un doctorat ès sciences 3e cycle-endocrinologie- en 1966, puis un doctorat ès sciences en 1972.
Il fut interne en médecine des hôpitaux de Paris concours 1961 dans des services d'Endocrinologie clinique et se forma à la recherche comme attaché puis chargé de recherches dans l’unité Inserm d’Étienne-Émile Baulieu de 1964 à 1970.

### Carrière
Il fut recruté à la faculté de Médecine de Montpellier comme professeur agrégé, biologiste des hôpitaux en 1970, puis professeur de biochimie en 1981, ensuite comme professeur de biologie cellulaire de 1984 à 2004, enfin professeur émérite depuis 2005.
À l'hôpital comme biologiste des hôpitaux, (1970-2001) il développe les dosages des hormones stéroïdes, des récepteurs hormonaux et des marqueurs tissulaires pronostiques et prédictifs de réponse aux thérapies ciblées dans les cancers du sein. Il poursuit ses recherches comme directeur fondateur de l'unité 148 de l’Inserm Unité d’endocrinologie cellulaire et moléculaire puis Unité hormones et cancers (1970-2000)
Il est marié et a trois enfants[réf. nécessaire].

## Principales contributions scientifiques
L'œuvre scientifique de Henri Rochefort a été consacrée à l'influence des hormones stéroïdes sexuelles et de leurs antagonistes dans les cancers du sein et de l'ovaire.

### Pharmacologie des récepteurs des stéroïdes sexuels
Certains androgènes sont estrogéniques quand ils interagissent avec les récepteurs des estrogènes (RE).(1-3). Dès 1972, Henri Rochefort a montré que les antiestrogènes, inhibent la croissance tumorale via les RE, ce qui a facilité ensuite leur utilisation courante dans le traitement des cancers du sein RE positifs. Découverte d’un métabolite de grande affinité pour les RE, le 4-hydroxytamoxifène, qui est produit in vivo et accumulé dans les cancers RE positifs. Une mutation de l’enzyme activant par hydroxylation le tamoxifène est responsable de certaines résistance innée au tamoxifène chez les patientes traitées pour cancer du sein. Les antiestrogènes inhibent aussi l’effet de facteurs de croissance en l’absence d’estrogènes. Le RU 486, antagoniste de la progestérone, inhibe la croissance des cancers du sein via le récepteur de la progestérone suggérant l’intérêt des anti-progestatifs pour le traitement des cancers du sein exprimant ce récepteur et résistants aux antiestrogènes.

### Mécanisme de l'action mitogène
En précisant le mécanisme de l’action mitogène des estrogènes dans les lignées de cancers du sein, Henri Rochefort avec son équipe a découvert la cathepsine D (cath D) comme un acteur de la progression tumorale. (17-33) Dès 1980, H. Rochefort avec F. Vignon a introduit la notion de régulation autocrine par des facteurs mitogènes sécrétés et induits par les œstrogènes,. Il a centré l’activité de son unité de recherches sur une glycoprotéine de 52 kilo-daltons, induite par les estrogènes et les facteurs de croissance; sécrétée en excès par les cellules cancéreuses mammaires et dotée d’activité mitogène autocrine,,,,,,,,,,,,,,. Avec des anticorps monoclonaux, développés avec la Sanofi, un dosage de la protéine 52 K, dans les extraits de cancers du sein dans plusieurs études rétrospectives en double aveugle, a montré de façon totalement inattendue que de fortes concentrations de cette protéine dans la tumeur primitive, permettaient de prédire le développement ultérieur de métastases cliniques (un exemple de sérendipité),,.
La protéine 52k a ensuite été identifiée au précurseur de la cathepsine D (cath D) une protéase lysosomiale déroutée dans la matrice extra cellulaire,.
Henri Rochefort a précisé le mécanisme de sa régulation transcriptionnelle par les œstrogènes et de sa dérégulation dans les cancers du sein entraînant sa sécrétion,,,,. La pro cath D agit, selon le pH du milieu extracellulaire tumoral, comme une protéase ou comme le ligand d’un récepteur membranaire pour faciliter la survie et la croissance de micro-métastases s’étant échappées de la tumeur avant son exérèse. Après confirmation dans de nombreux Centres dans le monde, la cath D est devenue le premier exemple d’une protéase, dont la mesure dans la tumeur primitive a une valeur pronostique,. Sa surexpression après transfection du gène de la cath D dans des cellules tumorales augmente leur pouvoir métastatique chez la souris athymique. Inversement l’inhibition de sa production par transfection d’un ARN anti-sens dans des cellules de cancer du sein, inhibe leur croissance et leur pouvoir métastatique chez ces souris. (29-32) Ainsi, la cath D est une cible thérapeutique potentielle des cancers du sein principalement les cancers triple négatifs ainsi que d’autres tumeurs solides qui la sur-expriment tels que le cancer colo-rectal et le mélanome,

### Autres voies originales
D’autres voies originales ont été ouvertes, telles que les interférences transcriptionnelles entre RE et facteurs transcriptionnels (AP1), et les variations d’expression tissulaire par immunohistochimie des récepteurs des hormones ovariennes (y compris le Récepteur béta des estrogènes) dans les lésions mammaires pré-cancéreuses. La fibuline 1, induite par les estrogènes est sécrétée en excès par les cellules cancéreuses ovariennes et accumulée in vivo dans la matrice extra cellulaire,. L’acide gras synthase induite par les progestatifs (constitue également une cible thérapeutique potentielle,,,. Sa surexpression précoce pourrait en partie expliquer l’augmentation d’incidence des cancers du sein par les progestatifs chez les femmes traitées pour leur ménopause.
Une hypersensibilité aux estrogenes dans les lésions mammaires « à risque » pourrait s’expliquer par une baisse du récepteur béta des estrogenes.
Au total, partant de recherches fondamentales sur lignées de cancers du sein humains et après avoir préparé des sondes moléculaires spécifiques originales, H. Rochefort a transféré en clinique certains de ses résultats et contribué sur le plan international à la compréhension des mécanismes de cancérogenèse hormonale et à la prise en charge thérapeutique des cancers du sein et de l'ovaire.

### Professeur émérite de Biologie cellulaire
Depuis 2000, comme professeur émérite de biologie cellulaire et membre des Académies nationales de médecine et de sciences, les recherches n’étant plus financées en France après la retraite, Henri Rochefort s’est réorienté vers des sujets généraux plus directement utiles en santé publique en animant plusieurs groupes de travail. 
- Rapports à l'Académie Nationale de Médecine portant sur la Prévention des cancers du sein et de l'ovaire[27],[28],[29],[30],[31],[32],[33]

A l'Académie des sciences, il est l'organisateur de la conférence débat en séance plénière : Estrogènes, santé et environnement (2000),
Henri Rochefort, a également participé à la constitution de l’Institut de cancérologie de Montpellier (IRCM) par transfert de l’Unité Inserm hormones et cancer, et est actuellement consultant bénévole dans cet Institut pour faciliter les recherches de transfert, à proximité des cancérologues cliniciens.

## Principaux ouvrages
- 1989 - Les Antiœstrogènes, avec T. Maudelonde, Flammarion, Médecine-Sciences, Paris.
- 2006 - Hormonal Control of Cell Cycle, en collaboration avec S. Mehmed, P. Chanson, Y. Christen. Springer (Heidelberg)[36].
- 2008 - Hormonal Carcinogenesis V, co-éditeur avec J. Li, Springer, New York, Procceding of the Vth international symposium in La Grande Motte France.
- 2018 - Hormones et Cancers du sein : Des mécanismes aux thérapies ciblées et à la Prévention, éditions Universitaires Européennes, Berlin

Henri Rochefort est l'auteur de nombreux articles scientifiques,

## Fonctions et distinctions

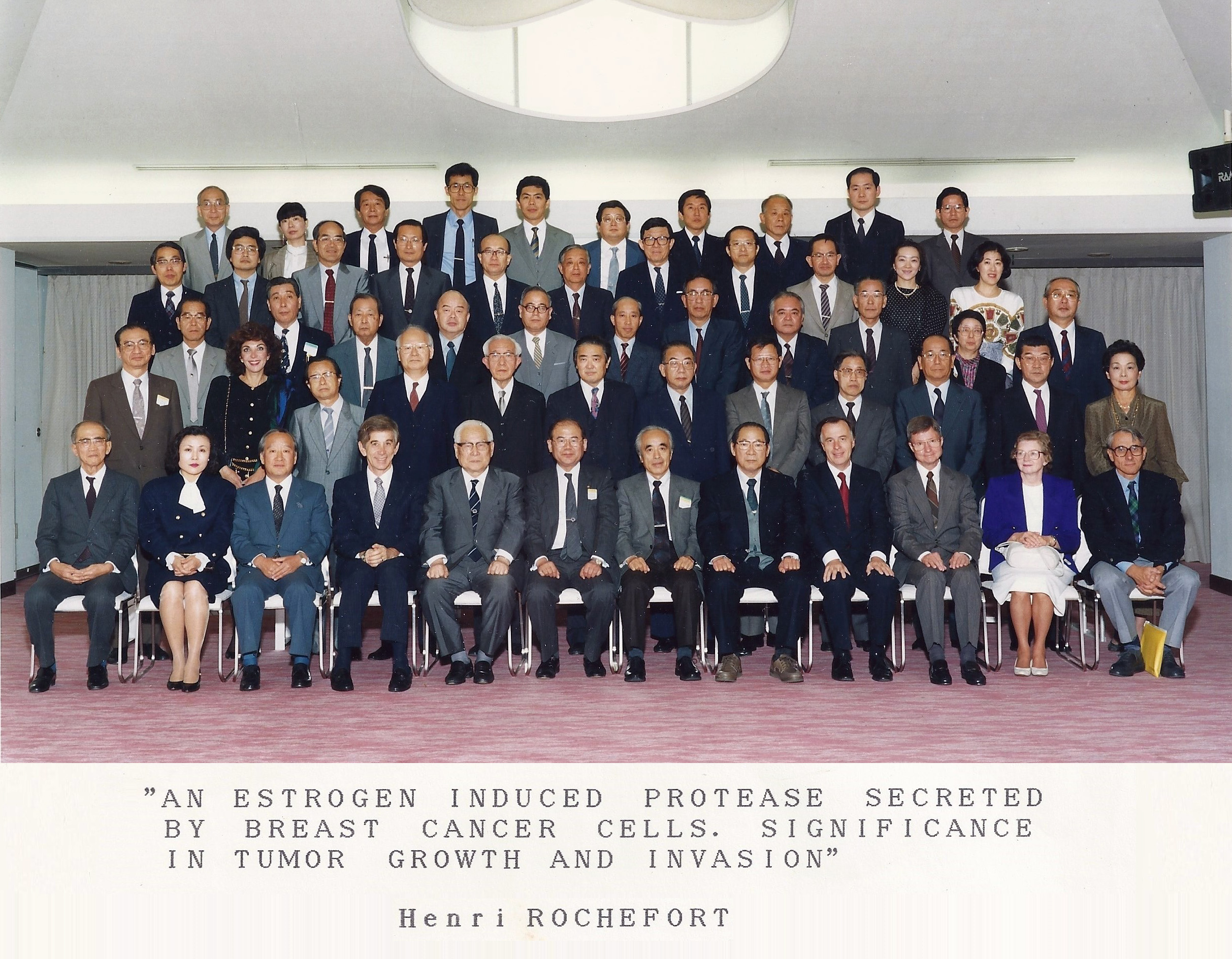
Rencontre avec la société japonaise de médecin nucléaire, août 1989

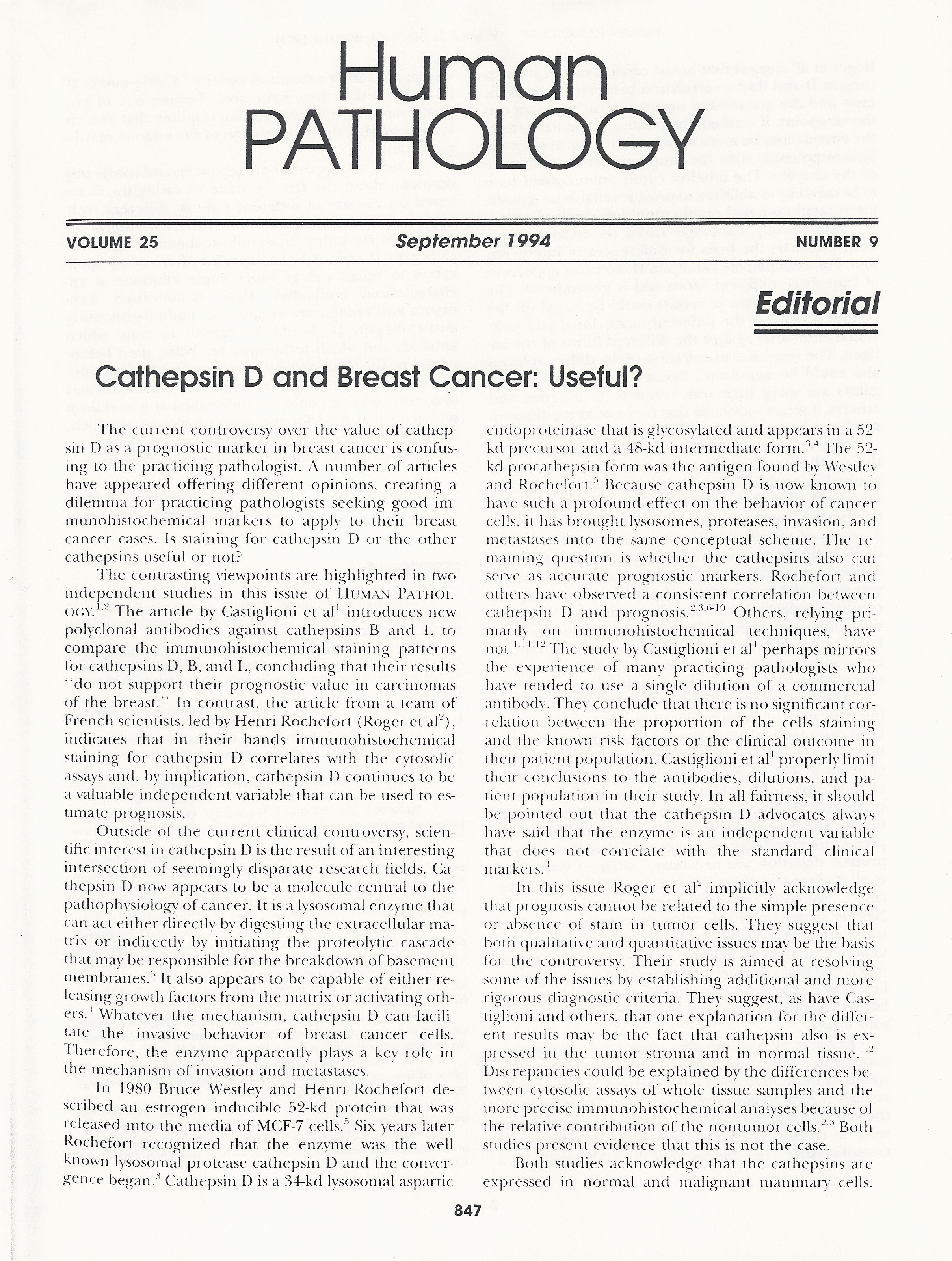
Cathepsin D and Breast Cancer - Human Pathology - Volume 25, September 1994, Number 9

### Nationales
- Ancien président de la section de biologie cellulaire au Comité national des universités,
- Membre correspondant de l’Académie des sciences depuis 1993 (section biologie humaine et sciences médicales)[39].
- Membre de l’Académie nationale de médecine 3e division depuis 2001[40], président de la Commission de cancérologie de cette académie (2006-2011).

### Internationales
- Membre de l'Endocrine Society US,
- Membre de l'American Society for Cell Biology,
- Membre de l'European Association for Cancer Research,
- Membre de la British Biochemical Society.
- Emeritus Member de l’American Association for Cancer Research (AACR) (depuis 2009).
- Membre de l'European Academy of Sciences.
- Invité à de nombreuses conférences plénières aux États-Unis, Japon, Australie, en Europe dont plusieurs Gordon Conferences, Keystone et UCLA symposia, Cold Spring Harbor, Breast Cancer Think Tank (1995-2000), et plusieurs congrès annuels de l’AACR, de l’EACR et des sociétés étrangères d’endocrinologie.

## Prix
- 1984 - Prix Gaston Rousseau de l'Académie des sciences
- 1988 - Grand prix Joannidès de l'Académie des sciences
- 1990 - Prix Léon Baratz de l'Académie nationale de médecine.